# Герб Нововоронцовського району
Герб Нововоронцовського району — офіційний символ Нововоронцовського району, затверджений рішенням сесії районної ради.

## Опис
Щит перетятий двічі; середина розтята. На першій лазуровій частині золотий стилізований сонях, оточений колосками; на другій пурпуровій частині срібний знак "Катеринівська верста"; на третій зеленій золотий олень; на четвертій лазуровій три срібних хвилястих нитяних балки. Щит обрамлено декоративним картушем, на верхній частині якого Тризуб.